# Tricholomopsis decora
Espèce

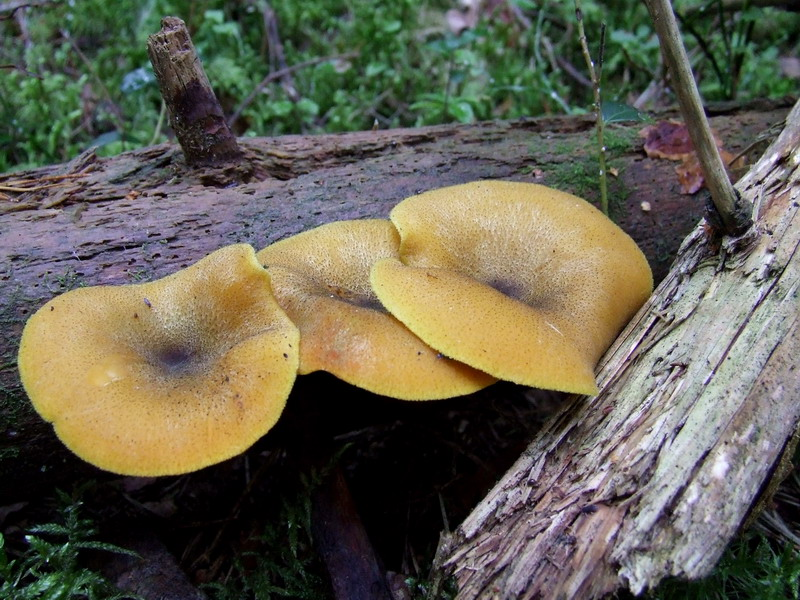
Tricholome décoré

Le Tricholome décoré, (Tricholomopsis decora, autrefois Tricholoma decora), est une espèce de champignons basidiomycètes de la famille des Tricholomataceae.  Ce champignon, "décoratif " est bien nommé et facile à reconnaître à ses petites squames colorées de vert olivâtre au centre, sur fond jaune, sa belle teintes jaunes qui le font repérer de loin. 

## Description
Chapeau 4-10 (12) cm, plan-convexe, ou bosselé puis ombiliqué, rarement creusé en trompette, à marge très mince, longtemps enroulée puis incurvée et flexueuse, concolore mais brunissant avec l'âge. Cuticule séparable, bientôt sèche, jaune d'or puis sale ou ochracé olivâtre, revêtue de fibrilles radiales groupées en touffes de petites écailles triangulaires, d'abord concolores et adnées, plus ou moins retroussées, plus denses et noirâtres au centre, brunâtres et plus lâches au bord, noircissantes ("charbonnent") par la pointe.
Chair très mince, jaune soufre nuancé de verdâtre, jaune orangé dans la base du pied. Odeur faible. Saveur douce, rarement un peu amère. Réaction grisâtre au sulfate de fer ; orangée à l'ammoniaque.
Lames adnées-décurrentes, sécédentes, assez serrées, inégales par de nombreuses lamellules intercalées, larges de 4-8 mm, arquées, jaune d'or, jaune orangé dans les sinus. Arête aiguë, concolore. 
Sporée blanche.
Pied 4-8 x 0,5-0,8 cm, souvent excentré ou coudé, plein et ferme, sec et subglabre ou un peu fibrilleux, concolore au chapeau mais blanc à l'insertion de 
Spores 6-7 x 4-5 μm, ovo-elliptiques, un peu jaunâtres en NH3. Cheilos. 35-60 x 10-15 μm, fusiformes ou ventrues. Pleuros. nulles ou peu évidentes. 

## Systématique et taxonomie
- Etymologie formée de Tricholoma (genre) + suffixe Grec ancien ὄψις (ópsis, « aspect, apparence »), qui a failli être un Tricholome, s'il n'était pas lignicole, presque pleurotoïde ; et decora pour sa jolie couleur.

### Synonymie
Agaricus flavovirens Fries (1815), Observationes mycologicae praecipue ad illustrandam floram suecicam, 1, p. 25 [nom. illegit.] 
Agaricus decorus Fries (1821), Systema mycologicum, 1, p. 108 (Basionyme) Sanctionnement : Fries (1821) 
Agaricus galbanus Lasch (1829), Linnaea, Ein journal für die botanik, 4, p. 529 
Agaricus bellus Secretan (1833), Mycographie Suisse, 2, p. 386 (nom. inval.) 
Tricholoma galbanum (Lasch) P. Kummer (1871), Der Führer in die Pilzkunde, p. 133 
Agaricus multipunctus Peck (1873), Bulletin of the Buffalo Society of natural sciences, 1, p. 43 
Clitocybe decora (Fries) Gillet (1874), Les hyménomycètes, ou description de tous les champignons (fungi) qui croissent en France, p. 171 
Pleurotus decorus (Fries) Wünsche (1877), Die pilze. Eeine anleitung zur kenntniss derselben, p. 172 
Cortinellus decorus (Fries) P. Karsten (1879), Bidrag till kännedom af Finlands natur och folk, 32, p. 25 
Tricholoma decorum (Fries) Quélet (1883) [1882], Compte rendu de l'Association française pour l'avancement des sciences, 11, p. 389 
Gyrophila decora (Fries) Quélet (1886), Enchiridion fungorum in Europa media et praesertim in Gallia vigentium, p. 11 
Tricholoma multipunctum (Peck) Saccardo (1887), Sylloge fungorum omnium hucusque cognitorum, 5, p. 96 
Dendrosarcus decorus (Fries) Kuntze (1898), Revisio generum plantarum, 3, p. 463 
Tricholoma rutilans f. decorus(Fries) Magnus (1905), Die pilze (Fungi) von Tirol, Vorarlberg und Liechtenstein, p. 297 
Tricholoma rutilans var. decorum (Fries) L. Maire (1916), Etude synthétique sur le genre Tricholoma, p. 107 
Tricholomopsis decora  (Fries) Singer (1939), Schweizerische zeitschrift für pilzkunde, 17, p. 56 (nom actuel)

## Habitat
Le Tricholome décoré est une espèce lignicole qui pousse d'août à fin octobre, souvent en touffes sur les souches, troncs et brindilles de conifères en décomposition, ou le bois enfoui à proximité. Pas rare en montagne. Plus rare en plaine.